# مقاطعة دونكلين (ميزوري)
مقاطعة دونكلين (بالإنجليزية: Dunklin County)‏ هي إحدى المقاطعات في ولاية ميزوري في الولايات المتحدة الأمريكية. بحسب تعداد الولايات المتحدة لعام 2010 بلغ عدد سكانها 31953 نسمة.